# Henry Stradling (Adliger, 1423)
Sir Henry Stradling (auch Harri Stradling) (* 1423; † 31. August 1476) war ein englischer Adliger.

## Herkunft und Gefangenschaft bei bretonischen Piraten
Henry Stradling entstammte der Familie Stradling, einer Familie der Gentry mit Besitzungen in Südwales und Südwestengland. Er war der älteste Sohn von Sir Edward Stradling und dessen Frau Jane Beaufort, einer unehelichen Tochter von Kardinal Beaufort. Henrys Vater war nicht nur ein bedeutender Grundbesitzer, sondern hatte auch zahlreiche einflussreiche Ämter bekleidete. Dazu hatte er mit eigenen Schiffen Wolle nach Frankreich exportiert. Auf einem dieser Schiffe reiste Henry mit seiner Frau und seiner Tochter 1449 von ihren Besitzungen in Somerset nach St Donat's Castle, dem Hauptsitz der Familie in Glamorgan. Dabei wurde ihr Schiff im Bristolkanal von bretonischen Piraten unter Führung von Colyn Dolphin gekapert. Henry wurde nach St. Malo gebracht, und für seine Freilassung musste sein Vater ein Lösegeld in Höhe von 1000 Mark zahlen. Hierfür musste sein Vater Teile seines Grundbesitzes in Glamorgan und Oxfordshire verkaufen. Dennoch waren 1451 noch 600 Mark des Lösegelds nicht bezahlt. Für diese Summe bürgte sein Verwandter John Stradling, der sich selbst als Geisel stellte. Nach dem Tod seines Vaters 1453 erbte Henry die verbliebenen, immer noch umfangreichen Besitzungen.

## Ehe, Nachkommen, Pilgerreise und Tod
Stradling hatte Elizabeth, eine Tochter von Sir William ap Thomas von Raglan geheiratet. Er war seinem Schwager William Herbert verbunden und stand vermutlich während der Rosenkriege auf der Seite des Hauses York. Wie sein Vater und Großvater unternahm er eine Pilgerreise ins Heilige Land, zu der er Mitte der 1470er Jahre aufbrach. Zunächst erreichte er Rom, wo er für sich und seine Frau die päpstliche Absolution erwarb. Dann reiste er weiter nach Jerusalem, wo er zum Ritter des Heiligen Grabes geschlagen wurde. Während der Rückreise starb er auf Zypern und wurde in Famagusta begraben. Über seine Reise hatte Stradling einen Bericht verfasst, der nach Wales zurückgelangte und vermutlich bis ins 18. Jahrhundert in der Bibliothek des Familiensitzes St Donat’s Castle aufbewahrt wurde.
Mit seiner Frau Elizabeth hatte er mehrere Kinder:
- Thomas Stradling (um 1454–1480) ⚭ Jenet Mathew
- Jane Stradling ⚭ Miles ap Harry

Sein Erbe wurde sein Sohn Thomas Stradling, nach dessen frühen Tod am 8. September 1480 erbte sein Enkel Edward Stradling seinen Besitz.